# Montjoie-Saint-Martin
 Montjoie-Saint-Martin  es una población y comuna francesa, situada en la región de Baja Normandía, departamento de Mancha, en el distrito de Avranches y cantón de Saint-James.

## Demografía
| 339 | 322 | 288 | 285 | 268 | 263 |
| Para los censos de 1962 a 1999 la población legal corresponde a la población sin duplicidades (Fuente: INSEE [Consultar]) |     |     |     |     |     |